# Comune di Greve
Il comune di Greve è un comune della Danimarca situato nella regione della Selandia (Sjælland).
Il comune fa parte dell'area urbana di Copenaghen (Hovedstadsområdet) ed è uno dei pochi comuni rimasti invariati nel corso della riforma amministrativa del 2007, fino a quel momento aveva fatto parte della contea di Roskilde.

## Centri abitati
I centri abitati principali del comune sono:
- Greve Strand (44 682)
- Tune (5 517)
- Greve (737)